# 리틀 도쿄 (영화)
리틀 도쿄(Showdown In Little Tokyo)는 미국에서 제작된 마크 L. 레스터 감독의 1991년 액션 영화이다. 돌프 룬드그렌 등이 주연으로 출연하였고 마크 L. 레스터 등이 제작에 참여하였다.

## 출연

### 주연
- 돌프 룬드그렌
- 브랜든 리

### 조연
- 캐리 히로유키 타카와
- 티아 카레레
- 오바타 토시로
- 필립 탠
- 로드니 카게야마
- 어니 리블리
- 르니 그리핀
- 레이드 아사토
- 타카요 피셔

## 제작진
- 공동제작: 존 C. 브로데릭
- 미술: 크레그 스턴즈
- 의상: 로빈 스미스
- 배역: 미셸 길러민